# Johann Hartmann Burghoff
Johann Hartmann Burghoff (* in Schlesien; † nach 1779) war ein Königlicher Planteur in der Zeit Friedrichs II., der im Park Sanssouci und in der Stadt Potsdam Gehölze pflanzte und betreute.

## Leben
Der Planteur Johann Hartmann Burghoff stand im Rang eines Hofgärtners, obwohl er kein eigenes Gartenrevier hatte. Zu seinen Aufgaben gehörte die Anpflanzung und Pflege von Alleen, Hecken und Bosketten im Park Sanssouci, in der Residenzstadt Potsdam und in der Umgebung. Als Friedrich II. den westlich vom Schloss Sanssouci gelegenen Fasanen- und Rehgarten in den Lustgarten einbeziehen wollte, verlängerte Burghoff zwischen 1747 und 1751 die von Ost nach West verlaufende Hauptallee in westlicher Richtung und fasste sie im Rehgarten an beiden Seiten mit niedrigen Hecken ein. Später gestaltete er in Zusammenarbeit mit dem Hofgärtner Heinrich Christian Eckstein (1719–1796) den Parkbereich um das Neue Palais, am Westende der Hauptallee. Ab 1767 entstanden geometrische Baumhaine und Alleen, die von Süden und Norden auf die sogenannte „Mopke“ führten und die Zufahrt zu diesem zwischen Gästeschloss und Communs liegenden Platz ermöglichten. Als optische Verlängerung der Hauptallee wurde um 1769 eine weitere, etwa 700 Meter lange Lindenallee in westlicher Richtung gepflanzt. Außerdem entstand im Norden ein Heckentheater und im Süden eine von Laubengängen umschlossene Reitbahn sowie acht Heckengärten mit Obstbäumen.
In der Stadt und deren Umgebung war er für die Lindenplantage am Bassin verantwortlich, wie auch für die Linden in der Lindenstraße und an der Stadtmauer (heute Hegelallee) sowie für das Linden-Quarree am Luisenplatz. Ebenso für die in damaliger Zeit vor den Toren der Stadt liegende Glienicker Allee (heute Berliner Straße) mit ihren Linden und Eichen, die 1765 mit Buchen bepflanzte Nauener Allee (heute Friedrich-Ebert-Straße), die von Linden gesäumte Jägerallee, die mit Pappeln bepflanzte Brandenburger Allee (heute Zeppelinstraße) und Teltower Allee (heute Friedrich-Engels-Straße).
Da Burghoff für die Neuanpflanzungen zahlreiche Bäume aus der Mark Brandenburg und dem Ausland beschaffte, gingen jährlich Tausende von Talern durch seine Hände. 1776 begann die Preußische Oberrechnungskammer eine große Revision der Potsdamer Gartenkasse, bei der die Rechnungsbelege der Hofgärtner aus den Jahren 1765 bis 1775 kontrolliert werden sollten. In diesem Zusammenhang verfügte Friedrich II. am 25. Dezember 1776 eine besonders strenge Controle für die von Burghoff ausgeführten Pflanzungen, um zu sehen, ob die angesezten  Ausgaben auch ihre Richtigkeit haben und die Gelder dazu richtig verwandt sind. Laut der Heimatforscherin und Tochter des Gartendirektors Johann Gottlob Schulze, Karoline Schulze (1794–1881), wirtschafteten fast alle Hofgärtner in ihre eigenen Taschen, jedoch »Burghoff war nun derjenige Unglückliche, dessen unrichtige Rechnungen erkannt wurden.« Im Herbst 1777 ließ ihn Friedrich II. nach 33-jähriger Dienstzeit in der Zitadelle Spandau arrestieren. Ab 4. November erhielt er kein Gehalt mehr und sollte noch offene Rechnungen aus seinem Vermögen bezahlen. Um die Gläubiger zufriedenstellen zu können, wurde er jedoch wieder freigelassen und war nachweislich im Frühjahr 1778 und von Juni bis November 1779 als Planteur tätig. Karoline Schulze schrieb: Nach abgeschlossener Strafe weiß ich nichts von ihm, aber viele Jahre später sah ich diesen unglücklichen Mann – in hohem Alter, als er bei meinem Vater als Bettler erschien. Während Burghoff in Spandau inhaftiert war, hatte Wilhelm Sello, aus der Gärtnerdynastie Sello, dessen Aufgaben übernommen und wurde schließlich zum Nachfolger ernannt.

## Familie
Johann Hartmann Burghoff war mit Maria Elisabeth, geborene Gutschmidt verheiratet. Aus der Ehe ging eine Tochter hervor.